# See Emily Play
"See Emily Play" foi o segundo single lançado pela banda britânica de rock psicodélico Pink Floyd, em junho de 1967. Apesar de não ter sido incluída em nenhum álbum de estúdio da banda, ela viria a aparecer, posteriormente, nas compilações Relics (1971), Works (1983), Shine On (1992), Echoes: The Best of Pink Floyd (2001) e na edição de aniversário de 40 anos de The Piper at the Gates of Dawn (2007). Chegou ao sexto lugar nas paradas do Reino Unido em seu lançamento original. Foi incluída na lista das "500 canções que moldaram o rock and roll" pelo Rock and Roll Hall of Fame.

## Lista de faixas
1. "See Emily Play" (2:53)
2. "The Scarecrow" (2:11)

Todas as faixas foram escritas por Syd Barrett.

## Equipe
- Syd Barrett — guitarra e vocais
- Roger Waters — baixo
- Richard Wright — teclado, órgão e backing vocal
- Nick Mason — bateria e percussão